# Герб Среднеколымского улуса
Герб муниципального образования «Среднеколы́мский улу́с» Республики Саха (Якутия) Российской Федерации.
Герб утверждён решением районного Совета депутатов МО «Среднеколымский улус (район)» № 73 от 13 сентября 2006 года.
Герб внесён в Государственный геральдический регистр Российской Федерации под регистрационным номером № 3721.

## Описание герба
«В серебряном поле с повышенно пересечённой зелёной и лазоревой оконечностью, обременённой поверх сечения узким серебряным чешуевидным поясом, сопровождённом в лазури двумя такими же нитевидными поясами, ниже которых три серебряных рыбы (чира) в пояс, возникающий из оконечности червлёный шар; поверх всего серебряный идущий конь; все сопровождено во главе семью лазоревыми дугообразно расположенными якутскими алмазами (фигуры в виде поставленных на угол квадратов, каждый из которых расторгнут на шесть частей: накрест и наподобие двух сходящихся по сторонам стропил)».

## Описание символики герба
За основу герба Среднеколымского района принят серебряный геральдический щит.
Главная фигура герба района — белый скачущий (конь) жеребец на червлёном фоне восходящего золотого солнца — это олицетворение уверенности, твёрдости, надежды и благополучия, это стремление к процветанию. Это символ развития района в целом, где создан единственный в Республике Саха конный завод колымской популяции чистокровных якутских лошадей.
Белое поле щита, белый жеребец, червлёное солнце символизируют чистоту, искренности, веры радости и мудрости северных людей, бескрайние снежные просторы, «белые ночи» заполярного района.
Среднеколымский район богат пастбищными и сенокосными угодьями, где развита крупнорогатое скотоводство, коневодство и оленеводство, зелёная лазурь символизирует надежду, богатство и изобилия полей и лесов колымского края.
Синяя лазурь на щите символизирует богатство района пресноводными ресурсами — многочисленными озёрами и реками.
По территории Среднеколымского района протекают три крупных рек на Северо — Востоке республики Саха (Якутия) — Колыма и Алазея и одна маленькая, но самостоятельная река Чукочья. Это показывают три ряда гребни белых волн.
Реки Колыма, Алазея, Чукочья и озера района испокон веков славятся разнообразием экологически чистых рыб более 30 разновидностей, что символизируют три фигуры на синем фоне герба.
Алмазы в особой стилизации, аналогичной их стилизации в Государственном гербе Республики Саха (Якутия), обозначают административно-территориальную принадлежность муниципального образования к Республике Саха (Якутия).
Автор герба: Аластыров А. В. (г. Среднеколымск), компьютерный дизайн и доработка: Матвеев Артур Матвеевич (г. Якутск)".